# Tourisme en Mauritanie

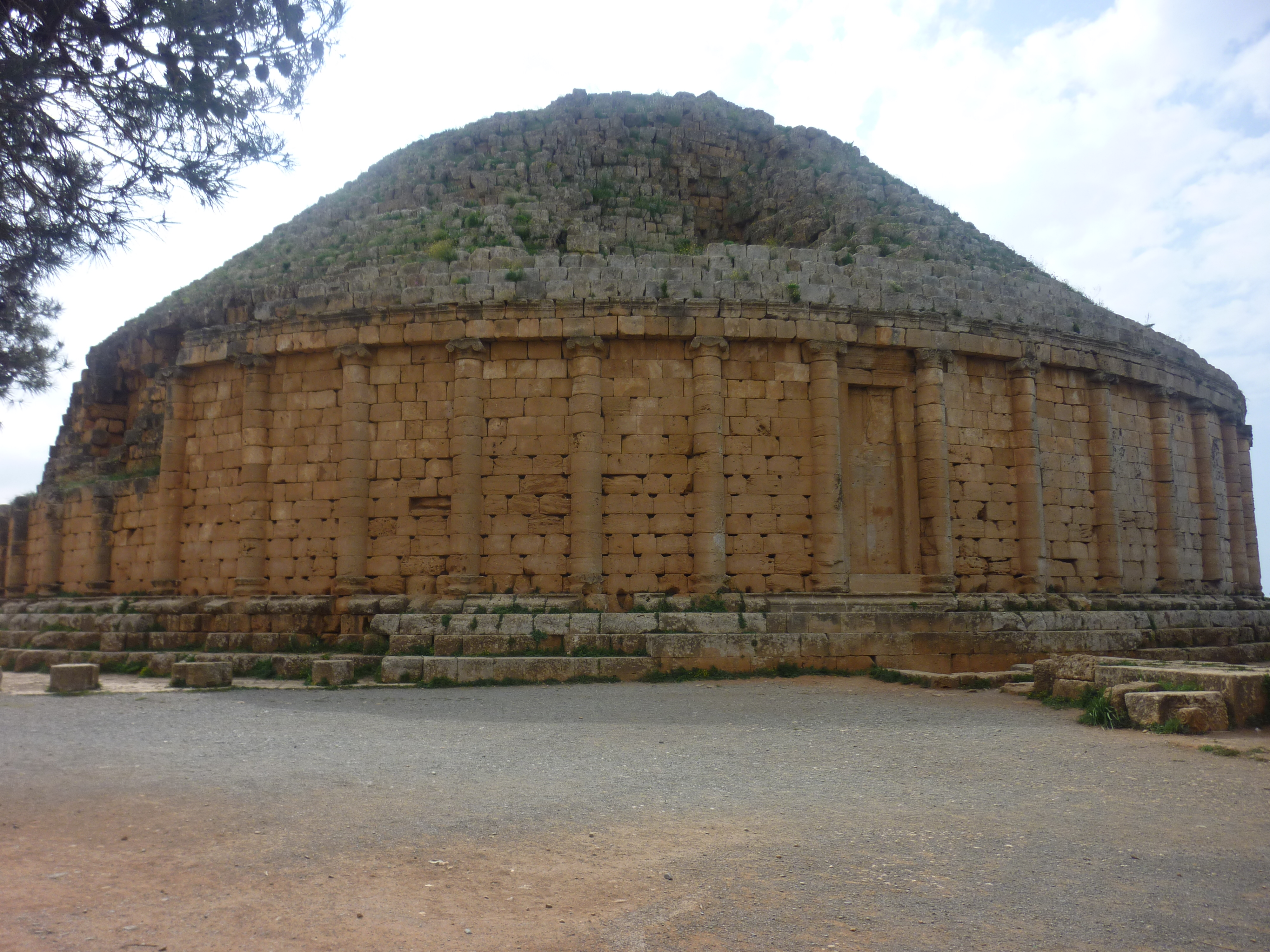
le mausolée royal de Mauritanie

Le tourisme en Mauritanie est un secteur en progression, depuis 2018 et les efforts fournis par le gouvernement mauritanien et l'Office National du tourisme.
Ainsi, l'apaisement des procédures du visa pour les touristes et les avantages faits aux investisseurs a permis à la Mauritanie de se placer comme une destination touristique et sûre. Il est à noter que le tourisme désertique est un produit phare suivi du tourisme balnéaire et culturel.
En 2020-2021 et plus précisément l'après Covid il a été enregistré un nombre important d'arrivées de touristes.

## Histoire

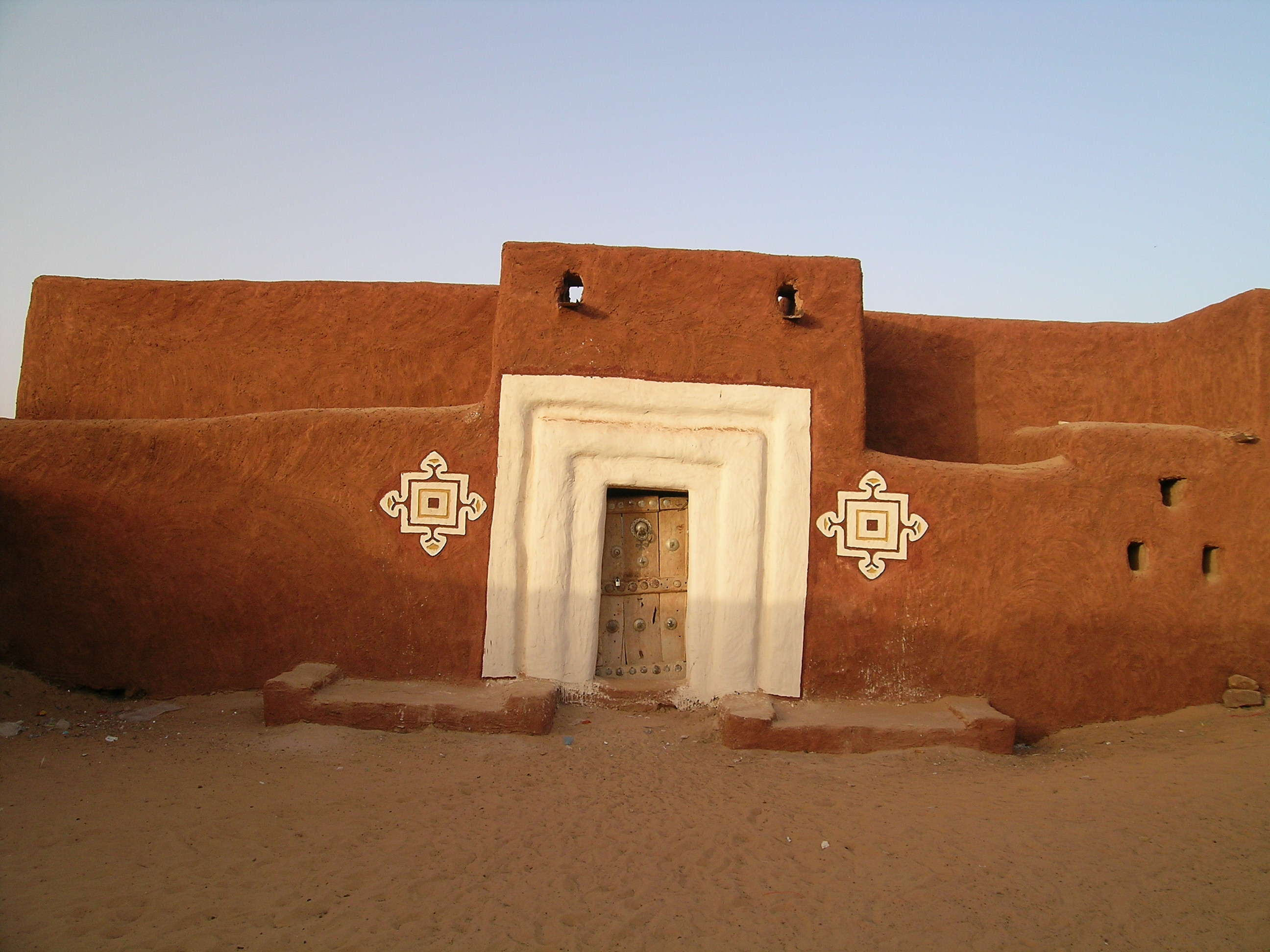
Façade d'une maison à Oualata

Depuis l'indépendance de la Mauritanie de la France en 1960, à l'époque où la population du pays était encore pour une grande partie nomade, le tourisme européen a commencé à se développer lentement, en raison notamment de la Guerre du Sahara occidental dans laquelle le pays fut brièvement impliqué. La Mauritanie a également souffert de la distance mais aussi de la mise en lumière de l'Algérie qui a également profité de la mise en lumière du rallye Paris-Dakar au début des années 1980. Dans les mêmes années, Théodore Monod qui a voyagé dans les années 1930 dans l'Adrar, permet au pays de gagner en visibilité par la diffusion du film Le vieil homme et le désert à la télévision française.
Cependant, en 1991, le cessez-le-feu avec le Front Polisario et la Guerre civile algérienne vont permettre à la route atlantique de s'ouvrir au commerce et au tourisme. En 1999, Trailblazer Guides a publié un livre comportant de nombreuses routes mauritaniennes. D'autres livres en français sont également publié pendant cette période pour décrire la géographie du pays.
Au début des années 2000, la construction d'une route entre Nouadhibou et Nouakchott fut achevée, devenant la première route à traverser le Sahara du nord au sud et la mise en place de vols à bas coût par la compagnie Point-Afrique entre la France et Atar, ville de Mauritanie ont permis de lancer réellement le marché du tourisme dans le pays. Cependant, la progression subit un net recul avec le meurtre de la famille Tollet et son guide près de la ville Aleg dans la période de Noël 2007, amenant à l'annulation du Paris-Dakar, puis par la suite à sa délocalisation en Amérique du Sud. Des enlèvements ont eu lieu par la suite en 2009, renforçant le sentiment d'insécurité dans le pays, et les gouvernements européens ont émis de forts avertissements quant aux risques pour les touristes dans le pays. Avant la crise sécuritaire, le pays atteignait jusqu'à 17 000 touristes par an.
En 2018, l'amélioration de la condition sécuritaire a permis à certaines compagnies de voyages de reprendre leurs activités dans le pays, comme Point-Afrique. Si l'armée mauritanienne peut maintenir la sécurité dans le nord et l'ouest, l'est reste dangereux avec la présence de groupes hostiles comme AQMI, qui sévit également dans le Mali, pays voisin, comme l'évoque le Ministère des affaires étrangères français.
En novembre 2021, le gouvernement de Mauritanie annonce la réouverture de son Sahara aux touristes internationaux. Cette ouverture s'accompagne de la programmation d'un vol charter hebdomadaire entre Paris et Atar du 10 décembre 2021 au 2 avril 2022. L'objectif est de viser plus de 10 000 touristes par an et de conquérir la clientèle espagnole. Le but poursuivi par le gouvernement mauritanien est de permettre aux chameliers, guides, chauffeurs et cuisiniers de voir leurs revenus augmenter.

## Sites touristiques

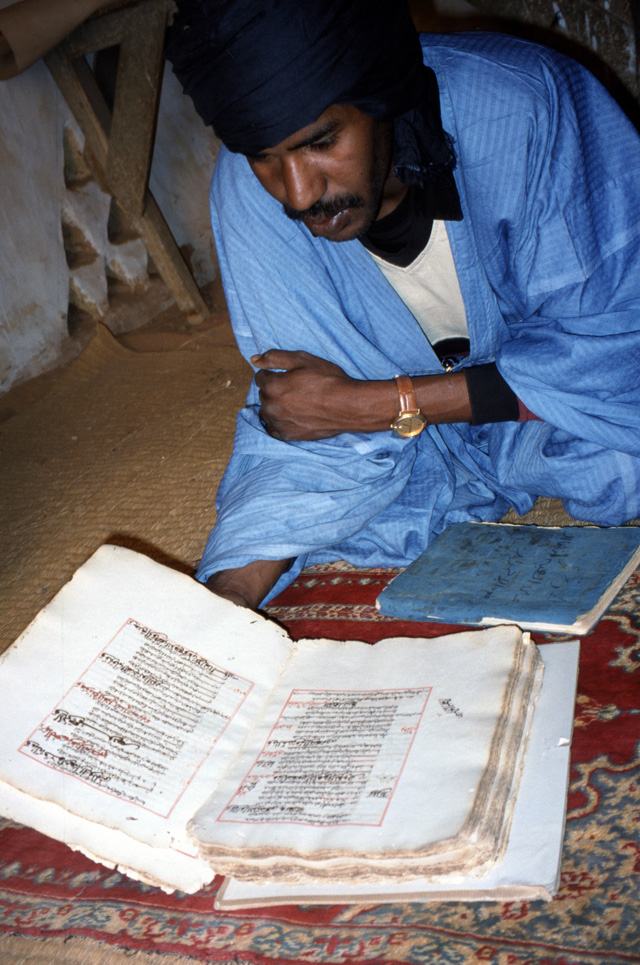
Homme lisant dans la bibliothèque de Chinguetti

Le pays possède de nombreux sites touristiques notamment dans la région de l'Adrar, on peut citer les villes de Aoudaghost, Chinguetti, Koumbi Saleh, Ksar El Barka, Ouadane, Oualata, Tichitt. On trouve également la structure de Richat près de Ouadane, l'oasis de Tergit ou encore les ruines médiévales de Ksar El Barka.

### Chinguetti
La ville de Chinguetti est située à 86 km d'Atar, 128 km de Ouadane. Considérée comme la 7e ville sainte de l'islam, Chinguetti était un centre religieux et connu pour ces écoles coraniques. La ville a également joué un rôle commercial important durant l'ère du commerce par dromadaire. L'influence de la ville dépassait les frontières de l'actuelle Mauritanie, et les écoles étaient connues jusqu'en Orient. La Mauritanie était même connue à une époque comme la "Bilad Chenguetti", ce qui signifie la terre de Chenguetti, et eût son apogée pendant le 17e et 18e siècles.
En 1977, la ville fut attaquée par le Front Polisario, ce qui a conduit la Mauritanie a se retirer du conflit.
Aujourd'hui, la vieille partie au sud de la ville tombe en ruine et est enterrée sous les dunes, mais continue d'offrir un spectacle impressionnant pour le visiteur. De vieux bâtiments, comme la mosquée et son minaret datant du 13e siècle survivent toujours aujourd'hui dans la vieille ville. La bibliothèque de la ville contient des centaines de manuscrits médiévaux, détaillant entre autres transactions commerciales, lois coraniques et observations scientifiques.

### Ouadane

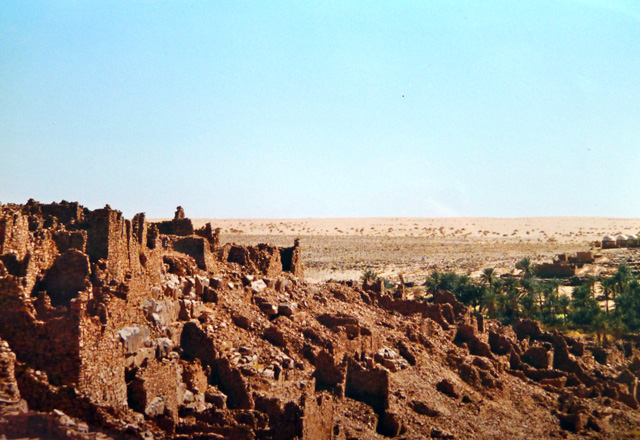
Ouadane

Ouadane, ou la ville au deux oueds, est une ancienne installation datant de 1140. Les siècles suivants, la ville fleurissait du commerce avec Tombouctou, et était connue pour ses palmeraies, ses mosquées et sa bibliothèque. Au 17e siècle, la ville fut visitée par les portugais qui y établirent des liens commerciaux à l'époque où la ville atteignait son apogée. Le déclin est cependant arrivé quand le commerce maritime européen s'est développé.
L'UNESCO classifie le site comme une partie du patrimoine mondial de l'humanité. Perchée sur des rochers escarpés, la ville évoque le passé glorieux du Sahara. À l'intérieur de la ville, des sites comme la vieille mosquée, la plantation de palmes, la vieille ville, la structure de Richat, la météorite étudiée par Théodore Monod, El Beyedh ou encore le fort d'El Ghallaouya.

### Oualata
Oualata, situé à 90 km au nord de la ville de Néma, est une vieille ville connue pour ses décorations murales. Les maisons sont peintes avec différents motifs. La ville s'est développé au 11e siècle. Elle était une ville caravane comme Ouadane, profitant du commerce avec Tombouctou pour se développer.

### Tichitt
Tichitt est une ville isolée mais historique, située à 230 km à l'est de Tidjikdja et 490 km de Néma. L'histoire de la ville remonte au XIIe profitant également du commerce dans le Sahara pour se développer. La ville est connue pour sa bibliothèque et sa mosquée vieille de 700 ans. Du verre de Venise y a été retrouvé sous forme de perles, témoin du commerce médiéval. Les installations commerciales médiévales sont classées comme faisant partie du patrimoine mondial de l'humanité.

## À voir aussi
- Économie de la Mauritanie
- Parc national du Banc d'Arguin (1989)
- Anciens ksour de Ouadane, Chinguetti, Tichitt et Oualata (1996)